# 6288 Fouts
6288 Fouts eller 1984 ER1 är en asteroid i huvudbältet som upptäcktes den 2 mars 1984 av den belgiske astronomen Henri Debehogne vid La Silla-observatoriet. Den är uppkallad efter den amerikanske astronomen Gary A. Fouts.
Den tillhör asteroidgruppen Themis.